# Merlin's Quest
Merlin's Quest is een rondvaartattractie in het Nederlandse Attractiepark Toverland en staat in het themagebied Avalon. De attractie staat in het teken staan van de mythologie rondom Merlijn de Tovenaar en de zoektocht naar de bron van het eeuwige leven Tír na nÓg.

## Geschiedenis
Tijdens het ontwerpproces is Merlin's Quest op diverse manieren vorm gegeven, zowel in opzet als attractietype. Het eerste idee was dat de attractie een walkthrough-attractie zou worden in een driehoekvormige ruimte. Later werd in het ontwerp het voetpad vervangen voor een kanaal waar boten door zouden varen. Uiteindelijk heeft het gebouw diverse vormen en opzetten ondergaan tijdens het ontwerpproces zoals een kasteel en sprookjesachtig woonhuis. Uiteindelijk is gekozen voor een ruïne-achtig gebouw met daarop een toren en omringd door grote rotsen.
De attractie werd zaterdag 7 juli 2018 geopend in het themagebied Avalon.
De bouw van de attractie begon in 2017. Op 11 juni 2018 vond de eerste testrit van de attractie plaats. In de week voor de opening werd het nieuwe themagebied geopend voor onder anderen: personeel, media en overige genodigden. Van de gehele bouw werd door het attractiepark een achter-de-schermendocumentaire gemaakt.
In de zomer van 2018 werden achterop de boten stoorblokken bevestigd en worden de boten voor het stations afgeremd om de impact bij een aanvaring door filevorming te verzwakken. In juni van 2023 werden er twee decorstukken toegevoegd aan de rit. Op twee verschillende plaatsen komt een draak boven water wanneer de boot passeert. Eén van de draken heeft een vogelnest op zijn hoofd. Deze toevoeging was onderdeel van de uitbreiding van het themagebied Avalon in 2023. Ook werd, tegelijk met de uitbreiding, op 1 juli de wachtrijmuziek vervangen. Het nummer Fire & Ice ingezongen door Nathan Nasby zal volgens het attractiepark nog wel te beluisteren zijn op streamingsdiensten.

### Bouwfoto's

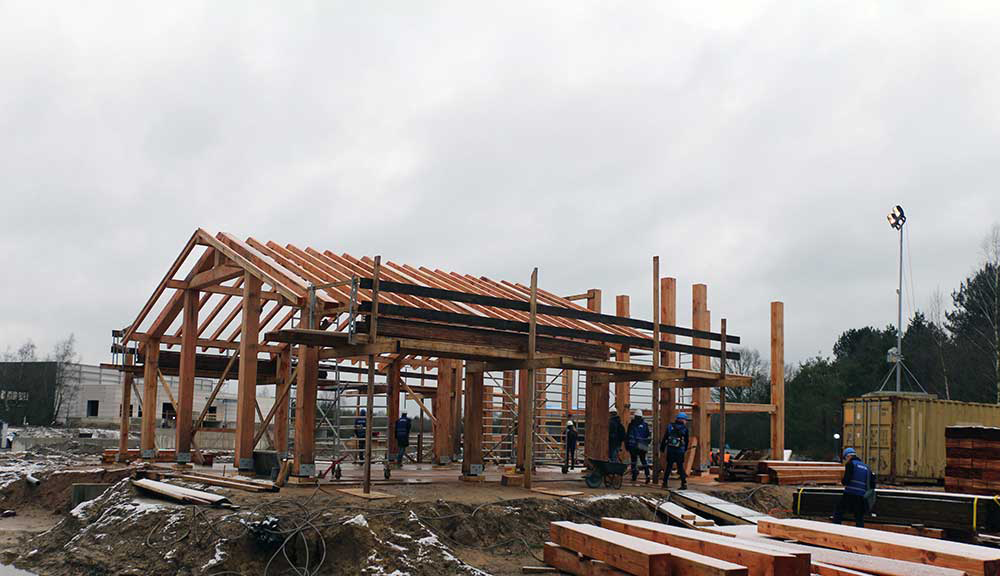
Houten constructie van het stationsgebouw
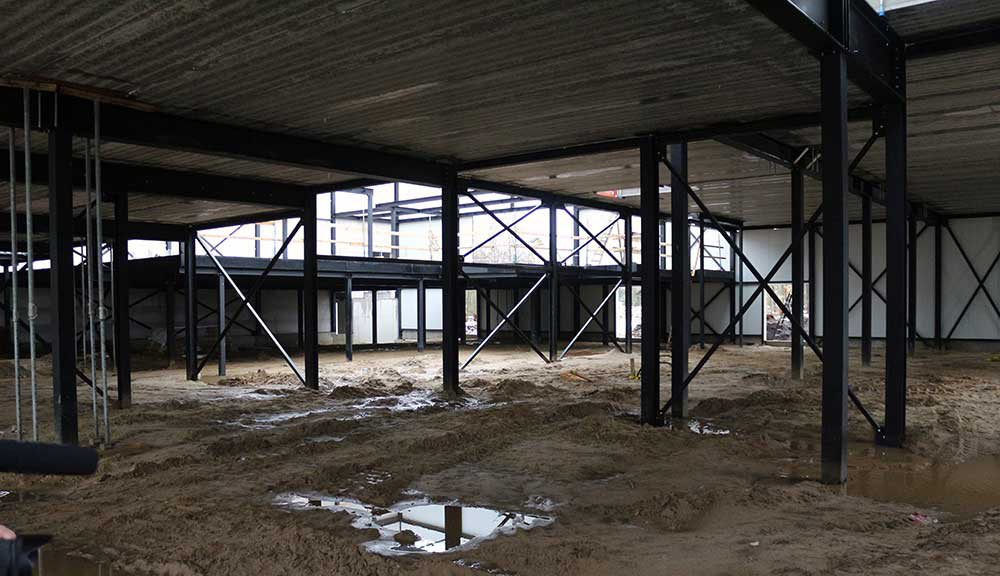
Darkridegedeelte
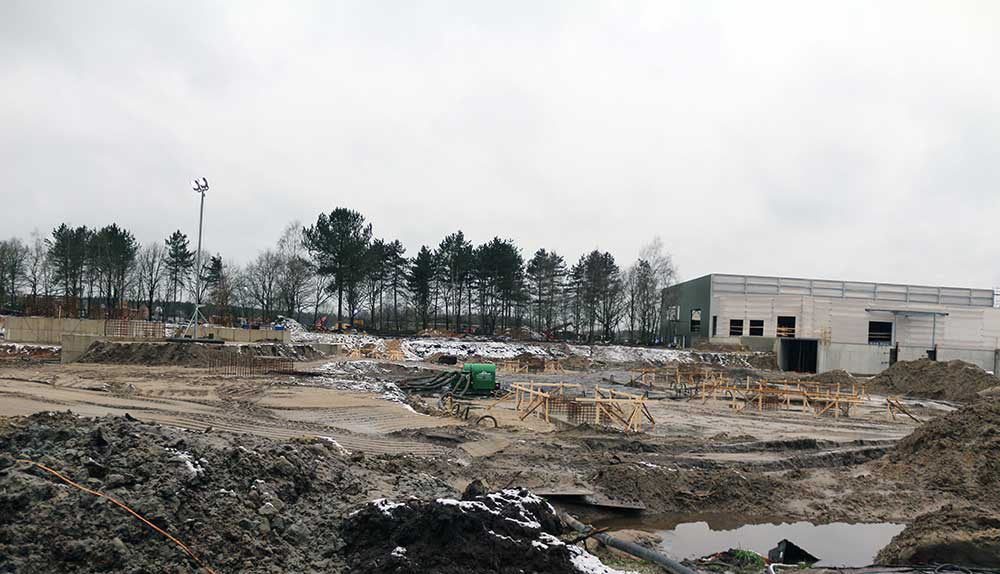
De vijver volledig drooggelegd met zicht op het 'darkridegebouw'.

## Tocht
Het stationsgebouw van Merlin's Quest bevindt zich in het zuidoosten van het themagebied. Het stationsgebouw is een houten constructie en fungeert als boothuis. Op de eerste verdieping bevindt zich een gedecoreerde ruimte met een animatronic en een bewegend schilderij waarin Merlijn de Tovenaar te zien is. Op de begane grond bevindt de bedieningsruimte.
. Vanuit het station varen de bezoekers via een vaargeul naar de grote vijver in het midden van het themagebied. In de vijver ligt een draak verstopt met een vogelnest op zijn hoofd. Wanneer de boot passeert verschijnt het wezen. Via de grote vijver varen de boten naar het stationsgebouw van Fēnix om deze via een houten deur te betreden. Die bevindt zich in het noordwesten van het themagebied. Hierdoor heeft de rondvaart een kort darkridedeel, de eerste van het attractiepark. Dit stuk darkride bestaat uit drie ruimten. In de eerste ruimte is een grot te zien, waarin zich een groen gnoomachtig wezen bevindt: de Gatekeeper. Het wezen spreekt over de bron van het eeuwige leven en dat tovenaar Merlijn de geheime doorgang naar deze plek zal openen. Verder zijn er diverse geur-, mist- en reukeffecten en wordt het idee gewekt dat de boot rechtdoor de tunnel in vaart. De boot slaat echter rechtsaf en vaart de tweede ruimte in: De kamer der Wijsheid. In deze kamer is de geur van een open haard ruikbaar en vliegen allerlei voorwerpen door de ruimte zoals: boeken en een vogelkooi. Merlijn is zichtbaar als projectie en noemt diverse ingrediënten op en opent daarbij een stenen muur naar de derde en laatste ruimte deze ruimte is gedecoreerd naar een bos/ruïne. In de scène zijn diverse fabeldieren zichtbaar die omgeven zijn door mist en diverse geur- en lichteffecten. Aan het einde van deze scène is de bron van de eeuweige jeugd zichtbaar.
Na het verlaten van het darkridedeel varen de boten via een vaargeul langs de achterkant van Waterdwarf Alley en langs de helix van achtbaan Fēnix. Vlak voordat de boten het stationsgebouw betreden verschijnt er een tweede draak vanuit de vaargeul.

## Technisch
De veertien boten leggen tijdens de rit een afstand af van 430 meter in twaalf minuten. Dat komt neer op circa 2,15 km/u. De boten bewegen individueel van elkaar voort doordat zich een stroomversnelling in de vaargeul bevindt. De boten en de aandrijving zijn afkomstig van de Duitse fabrikant MACK Rides. De muziek is gecomponeerd door het Duitse bedrijf IMAscore. Toverland heeft zelf de attractie ontworpen en de verhaallijn bedacht.

## Afbeeldingen

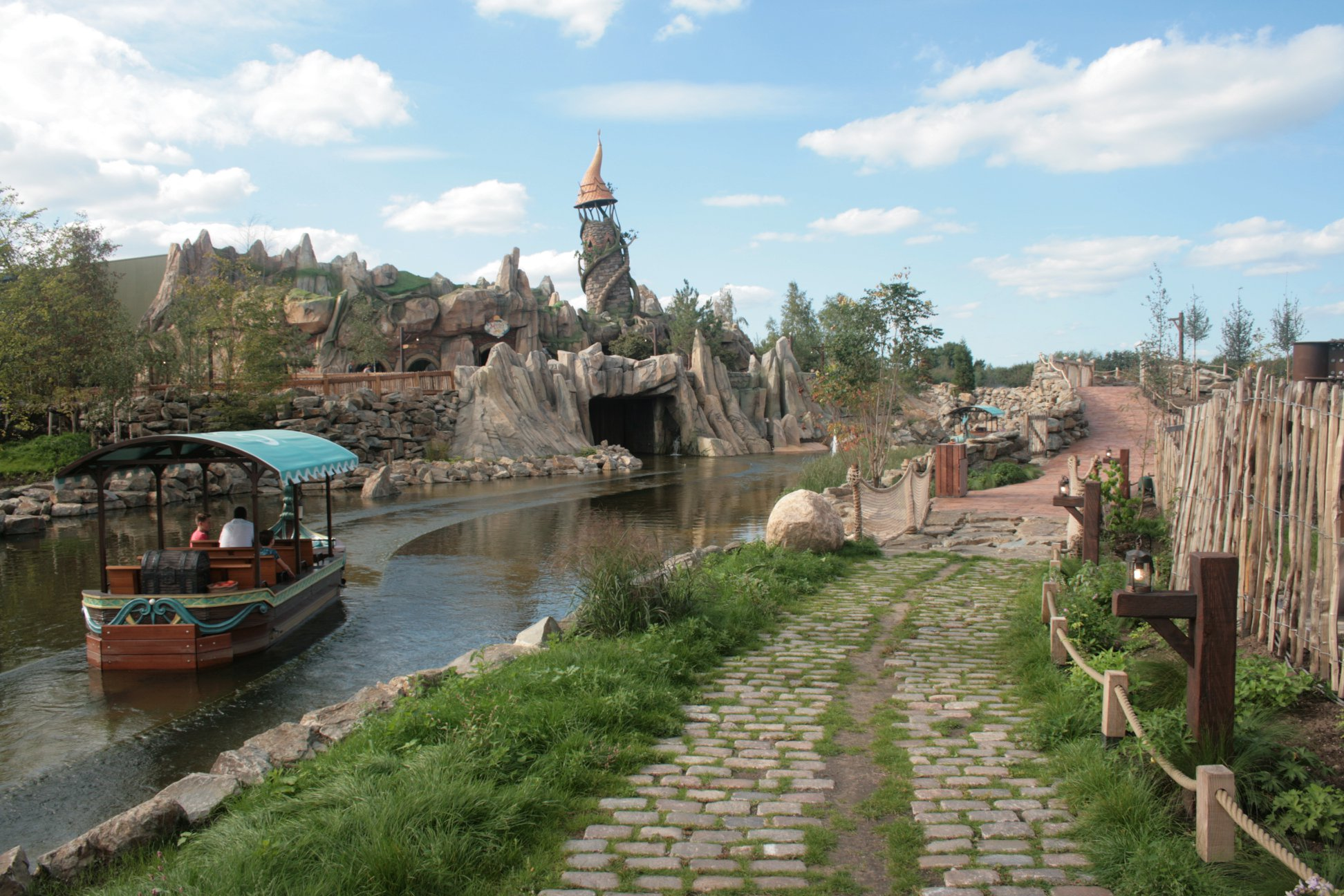
Boot vaart via de vijver richting het gebouw waar de darkride zich in bevindt.
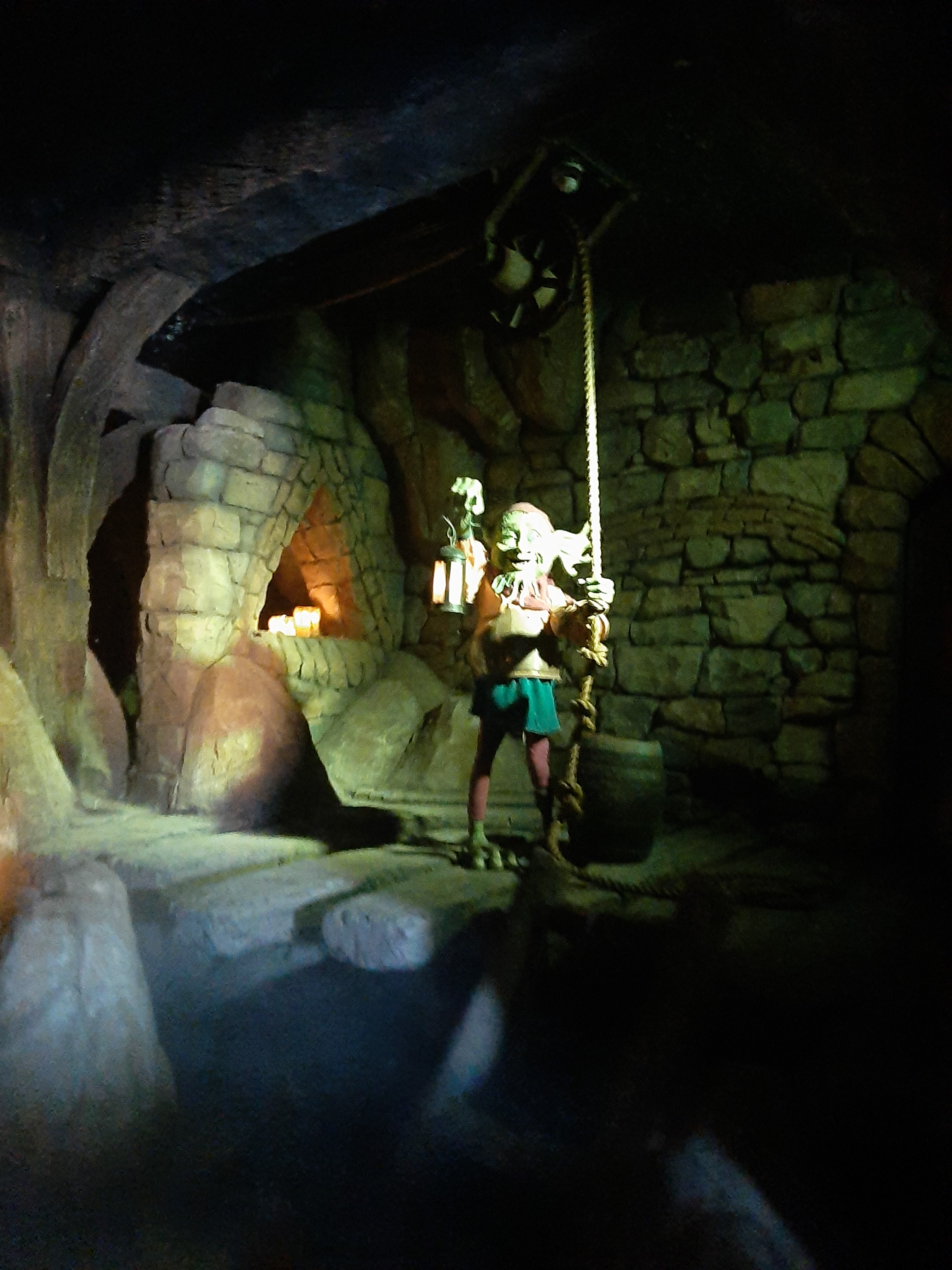
Mythisch wezen 'ontvangt' bezoekers aan het begin van de darkride.
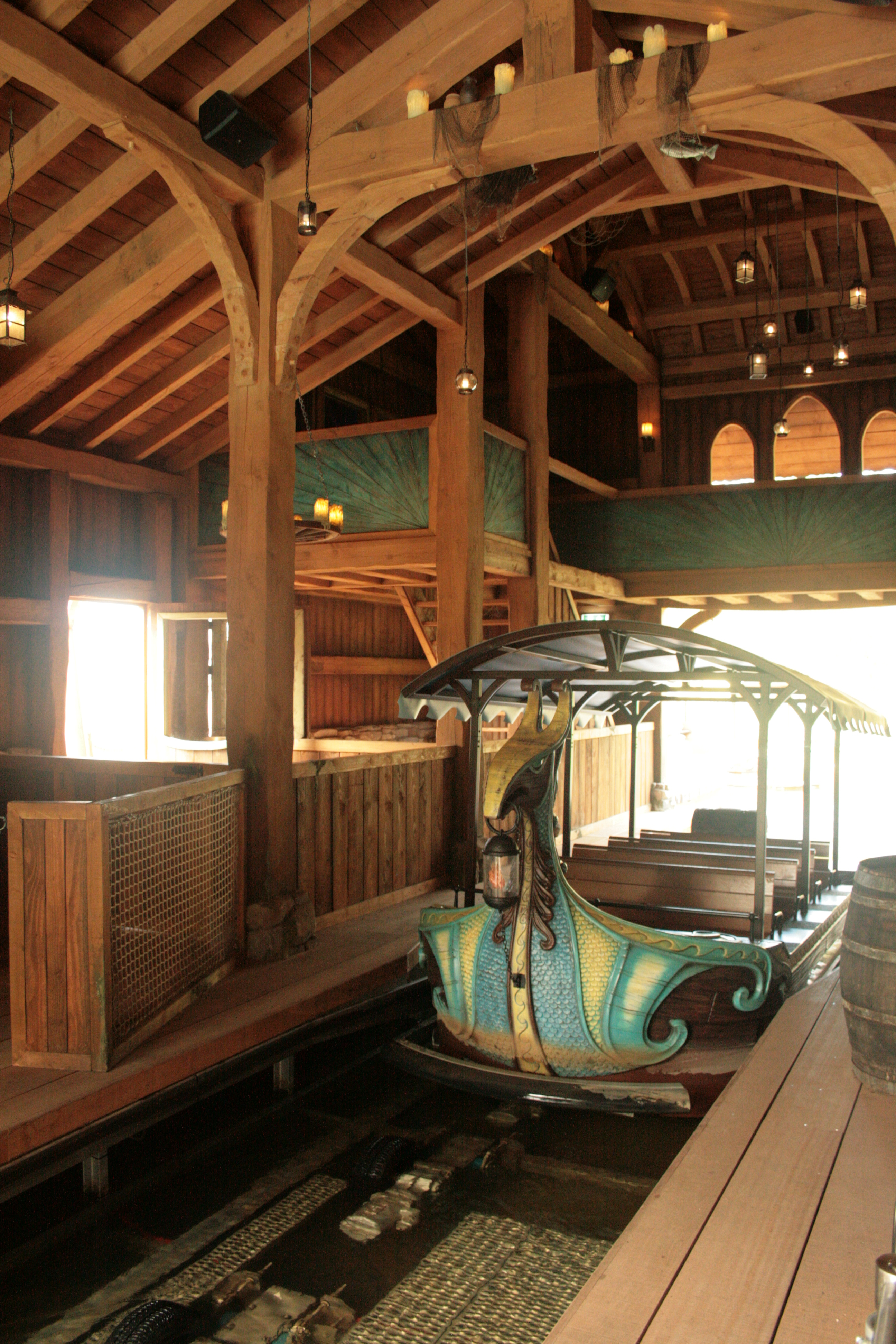
Stationsgebouw
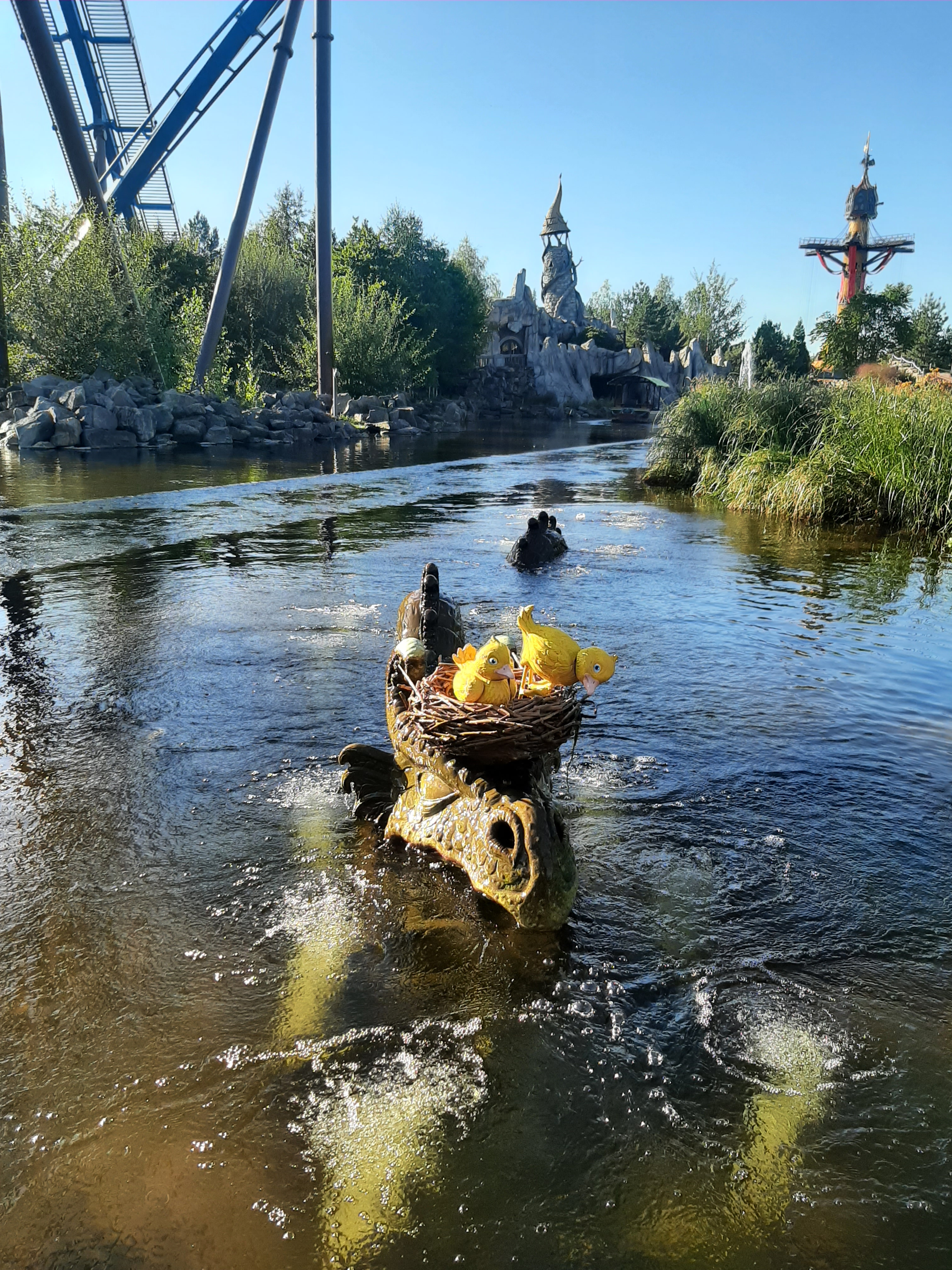
Een van de draken in de vijver.

Lijst van attracties in Attractiepark Toverland · Afbeeldingen